# Townsend-Koeffizienten
Die drei Townsend-Koeffizienten (erster Townsend-Koeffizient {\displaystyle \alpha } usw.), benannt nach John Sealy Townsend, beschreiben in der Physik der Plasmen die Eigenschaften von Gasentladungen unter dem Einfluss eines äußeren elektrischen Feldes:
- {\displaystyle \alpha } – Wahrscheinlichkeit pro Weglänge, mit der neue freie Elektronen durch Stoß mit anderen Ladungsträgern erzeugt werden
- {\displaystyle \beta } – Wahrscheinlichkeit pro Weglänge, mit der neue freie Elektronen durch Stoß mit neutralen Teilchen erzeugt werden; wird oft vernachlässigt, da sehr klein im Vergleich zu {\displaystyle \alpha }
- {\displaystyle \gamma } – eine Materialkonstante, die angibt, wie viele Elektronen pro Ion freigesetzt werden.

Sie finden z. B. im Paschen-Gesetz Anwendung.

## Weiterführendes
- Ulrich Stroth: Plasmaphysik. Vieweg+Teubner, Wiesbaden 2011, ISBN 978-3-8348-1615-3.